# Казка про царя Салтана (фільм)
«Казка про царя Салтана» — радянський художній фільм 1966 року, режисера  Олександра Птушка за мотивами однойменної казки (1831) О. С. Пушкіна і друга (після мультфільму 1943 року) екранізація цього твору.

## Сюжет
Три дівиці під вікном пряли пізно ввечері… А потім багато чого було: і любов, і наклеп, і зрада, і дива, і безліч чарівних пригод, і тридцять три богатиря, і, звичайно ж, щасливий кінець…

## У ролях
- Володимир Андреєв —  цар Салтан
- Лариса Голубкіна —  цариця
- Олег Відов —  царевич Гвідон  (озвучує  Віктор Рождественський)
- Ксенія Рябінкіна —  царівна Лебідь  (озвучує  Ніна Гуляєва)
- Сергій Мартінсон —  опікун Салтана
- Ольга Вікландт — баба Бабариха
- Віра Івлєва —  ткаля
- Ніна Бєляєва —  кухарка
- Віктор Колпаков —  1-й дяк
- Юрій Чекулаєв —  спальник
- Валерій Носик —  челядник
- Григорій Шпігель —  градоправитель
- Євген Майхровський —  блазень
- Яків Бєлєнький —  1-й корабельник
- Борис Бітюков —  2-й корабельник / 1-й боярин
- Сергій Голованов —  3-й корабельник
- Олександр Дегтяр —  4-й корабельник
- Артем Карапетян —  5-й корабельник
- Юрій Киреєв —  6-й корабельник
- Григорій Михайлов —  7-й корабельник
- Михайло Орлов —  8-й корабельник
- Дмитро Орловський —  9-й корабельник / коваль, що відливає золоті монети
- Гурген Тонунц — 10-й корабельник
- Володимир Ферапонтов — 11-й корабельник
- Микола Бармін —  Чорномор
- Сарра Мокіль — епізод
- Олег Мокшанцев — епізод
- Віктор Уральський —  2-й боярин
- Зоя Василькова — епізод
- Павло Шальнов —  2-й дяк
- Михайло Молокоєдов — епізод
- Анатолій Алексєєв —  виночерпий
- Валентина Ананьїна —  мамка
- Олена Вольська — епізод
- Віталій Кисельов —  воєначальник
- Зінаїда Сорочинська —  дівка
- Тамара Яренко —  матінка

## Знімальна група
- Сценарій:  Олександр Птушко,  Ігор Гелейн
- Постановка:  Олександр Птушко
- Головні оператори:  Ігор Гелейн,  Валентин Захаров
- Художники-постановники:  Анатолій Кузнецов, Костянтин Ходатаєв
- Композитор:  Гавриїл Попов
- Звукооператор: Марія Бляхіна
- Художник по костюмах: Ольга Кручиніна
- Режисер: Наталія Птушко
- Грим: М. Рожкова
- Монтаж: Наталія Бєльовцева
- Редактор: Г. Хорєва
- Комбіновані зйомки:
  - оператор:  Олександр Ренков
  - художник:  Зоя Морякова
- Дрессировщики: Г. Алексєєв, Т. Габідзашвілі
- Ляльки: Сарра Мокіль
- Конструктор: В. Смирнов
- Диригент: Газіз Дугашев
- Директор картини: І. Харитонов